# 바이브 (잡지)
바이브(Vibe)는 프로듀서 데이비드 살즈먼과 퀸시 존스가 창간한 미국의 음악 및 엔터테인먼트 잡지이다. 이 간행물에는 주로 R&B 및 힙합 음악 아티스트, 배우 및 기타 연예인이 등장한다. 2009년 여름 생산을 중단한 후 사모 투자 펀드인 인터미디어 파트너스(InterMedia Partners)에 인수된 후 이중 표지와 더 큰 온라인 존재로 격월로 발행되었다. 이 잡지의 대상 인구 통계는 주로 힙합 문화를 따르는 젊고 도시적인 추종자이다. 2014년에 잡지는 인쇄판을 중단했다.
이 잡지는 가장 가까운 경쟁사인 더 소스와 XXL(랩 음악에 더 좁은 범위로 초점을 맞추고 있음)이나 록과 팝 중심의 롤링 스톤과 스핀 (잡지)보다 더 광범위한 관심 분야를 다루고 있다. 켄 리(Ken Li)가 쓴 1998년 5월 바이브 기사 "Racer X"는 2001년 영화 분노의 질주 (영화)와 그에 따른 프랜차이즈의 기초로 인정된다.